# Soul Flower
| Críticas profissionais | Críticas profissionais |
| Avaliações da crítica  | Avaliações da crítica  |
| Fonte                  | Avaliação              |
| ---------------------- | ---------------------- |
| Allmusic               | [ 1 ]                  |
| Ebony                  | [ 2 ]                  |
| USA Today              | [ 3 ]                  |

"Soul Flower" é o sexto álbum de estúdio do grupo americano de R&B En Vogue, lançado em fevereiro de 2004. O álbum foi gravado e lançado na gravadora independente 33rd Street. O álbum foi produzido por Denzil Foster e Thomas McElroy, e apresenta os singles populares "Ooh Boy" e "I Do Love You (Piece of My Love)".

## Informações
Em 2004, marcou um novo En Vogue formado; As integrantes originais, Terry Ellis e Cindy Herron com a nova integrante Rhona Bennett. O novo trio provou que ainda podem fazer uma boa harmonia juntas, adicionando uma atitude madura que ainda é sexy e forte. Bennett, que substituiu a ex integrante Amanda Cole, que gravou dez das quinze faixas com Herron e Ellis; No entanto foram re-gravados mais tarde por Bennett que substituiu todas os vocais de Cole no álbum. 
Cinco faixas adicionais foram adicionadas para completar o álbum. A canção "Stop", também o single "Losin 'My Mind" foram trazidos por Bennett, "Ez-a-Lee" foi uma faixa adicional adicionada pela nova gestão do grupo, enquanto "Ooh Boy" e "New Day Callin '"foram trazidos para o projeto, pela gravadora.

## Desempenho comercial
Após o seu lançamento, Soul Flower passou a vender 35 mil cópias e não conseguiu entrar no Billboard 200. O álbum alcançou o n.° 47 nas paradas dos Álbuns Top R&B/Hip-Hop e nº15 na lista de Álbuns Independentes da Billboard.
O primeiro single do álbum, "Losin 'My Mind", não conseguiu entrar em qualquer lugar, enquanto o segundo single "Ooh Boy", só apareceu no #109, no Billboard Hot 100 e #101 no Billboard Hot R&B/Hip-Hop Songs.

## Track listing
| N.º | Título                             | Compositor(es)                                                        | Produtor(s)                    | Duração |  |
| 1.  | "Losin' My Mind"                   | Andre Merritt Rhona Bennett Troy Johnson                              | Troy Johnson                   | 3:13    |  |
| 2.  | "Ez-A-Lee"                         | Dwayne Morgan Phillips Scott                                          | Dwayne Morgan Phillips Scott   | 3:03    |  |
| 3.  | "Ooh Boy"                          | Denzil Foster J. Brewer K. Griffin Thomas McElroy                     | Denzil Foster e Thomas McElroy | 3:33    |  |
| 4.  | "All You See"                      | D. Foster Michael Marshall T. McElroy                                 | Foster & McElroy               | 3:29    |  |
| 5.  | "Dissed Him"                       | Cindy Herron D. Foster Terry Ellis Dave Meyers T. McElroy M. Benjamin | M. Benjamin Dave Meyers        | 4:29    |  |
| 6.  | "Ooh La La"                        | C. Wilson E. Baker R. Nevelle R. Holiday                              | Track Headz                    | 3:38    |  |
| 7.  | "I Do Love You (Piece of My Love)" | Aaron Hall Gene Griffin Teddy Riley Timmy Gatling                     | Foster & McElroy               | 4:24    |  |
| 8.  | "Stop"                             | D. Foster P. Scott R. Bennett T. McElroy                              | Foster & McElroy               | 2:51    |  |
| 9.  | "Heaven"                           | C. Herron D. Foster T. Ellis T. McElroy                               | Foster & McElroy               | 4:01    |  |
| 10. | "Everyday"                         | Billy Eylle Curtis Mayfield Dillon Gorman                             | Foster & McElroy               | 4:16    |  |
| 11. | "Nearly Lost"                      | Arvel McClinton Curtis Wilson Ngai McGee                              | Trackheadz                     | 3:12    |  |
| 12. | "Million Different Ways"           | John Webb Marlon McClain Matt Theriault                               | Marlon McClain Matt Theriault  | 3:29    |  |
| 13. | "Careful"                          | C. Herron D. Foster J. Harris M. McClain T. Ellis T. McElroy          | Jara Harris Marlon McClain     | 3:02    |  |
| 14. | "How Do I Get Over"                | D. Foster M. Marshall T. McElroy                                      | Foster & McElroy               | 4:06    |  |
| 15. | "New Day Callin'"                  | Dorian Cheah Robert Ventura                                           | Foster & McElroy               | 4:11    |  |

## Desempenho nas paradas
| Chart (2004)                                      | Melhor poição |
| ------------------------------------------------- | ------------- |
| Estados Unidos (Billboard Top R&B/Hip-Hop Albums) | 47            |
| Estados Unidos (Billboard Top Independent Albums) | 15            |